# Challenger de Las Palmas 2022
El torneo Gran Canaria Challenger 2022 fue un torneo de tenis perteneció al ATP Challenger Tour 2022 en la categoría Challenger 80. Se trató de la 3ª edición; el torneo tuvo lugar en la ciudad de Las Palmas (España), desde el 28 de febrero hasta el 6 de marzo de 2022 sobre pista de tierra batida al aire libre.

## Jugadores participantes del cuadro de individuales
| Favorito | País                  | Jugador                 | Rank1 | Posición en el torneo |
| -------- | --------------------- | ----------------------- | ----- | --------------------- |
| 1        | Bandera de España     | Roberto Carballés Baena | 81    | FINAL                 |
| 2        | Bandera de Italia     | Gianluca Mager          | 102   | CAMPEÓN               |
| 3        | Bandera de Eslovaquia | Andrej Martin           | 128   | Segunda ronda         |
| 4        | Bandera de Italia     | Salvatore Caruso        | 153   | Cuartos de final      |
| 5        | Bandera de Italia     | Alessandro Giannessi    | 157   | Primera ronda         |
| 6        | Bandera de Italia     | Gian Marco Moroni       | 187   | Primera ronda         |
| 7        | Bandera de Italia     | Federico Gaio           | 192   | Primera ronda         |
| 8        | Bandera de Italia     | Lorenzo Giustino        | 214   | Primera ronda         |

- 1 Se ha tomado en cuenta el ranking del 21 de febrero de 2022.

### Otros participantes
Los siguientes jugadores recibieron una invitación (wild card), por lo tanto ingresan directamente al cuadro principal (WC):
- Roberto Carballés Baena
- Pablo Llamas Ruiz
- Pol Martín Tiffon

Los siguientes jugadores ingresan al cuadro principal tras disputar el cuadro clasificatorio (Q):
- Miguel Damas
- Carlos López Montagud
- Johan Nikles
- Matthieu Perchicot
- Oriol Roca Batalla
- Pol Toledo Bagué

## Campeones

### Individual Masculino
- Gianluca Mager derrotó en la final a  Roberto Carballés Baena, 7–6(6), 6–2

### Dobles Masculino
- Sadio Doumbia /  Fabien Reboul derrotaron en la final a  Matteo Arnaldi /  Luciano Darderi, 5–7, 6–4, [10–7]